# Манчино, Никола
Нико́ла Манчи́но (итал. Nicola Mancino; род. 15 октября 1931, Монтефальчоне, Авеллино, Кампания) — итальянский политик, министр внутренних дел Италии (1992—1994), председатель Сената Италии (1996—2001).

## Биография
Родился 15 октября 1931 года в Монтефальчоне. Занимался адвокатской практикой, начинал политическую карьеру с участия в коммунальных, провинциальных и региональных органах власти, входил в провинциальную администрацию Авеллино, возглавлял там же отделение Христианско-демократической партии, занимал должность секретаря регионального отделения ХДП в Кампании.
В 1971—1972 и в 1975—1976 годах являлся губернатором области Кампания.
В 1976 году был впервые избран в Сенат Италии 7-го созыва и оставался в его составе до 2006 года (15-й созыв). Досрочно сдавал мандат 29 июля 1992 года в Сенате 11-го созыва и 24 июля 2006 года в Сенате 15-го созыва.
С 1984 по 1992 год возглавлял фракцию ХДП в Сенате.
Министр внутренних дел в первом правительстве Амато с 28 июня 1992 года по 28 апреля 1993 года и затем в первом правительстве Чампи до 19 апреля 1994 года. Через три недели после вступления Манчино в должность, 19 июля 1992 года, произошло громкое убийство судьи Паоло Борселлино.
Кроме того, в 1993 году произошла серия терактов в разных городах. Так, в ночь с 26 на 27 мая во Флоренции сильно пострадала от взрыва башня Пульчи, находящаяся близ галереи Уффици. В ночь с 27 на 28 июля несколько человек погибли от взрыва машины в парке на виа Палестро в Милане, одновременно в Риме взрыв другого автомобиля частично разрушил церковь Сан-Джорджо-ин-Велабро, которая по легенде стоит на месте, где волчица нашла Ромула и Рема, а третий взрыв — Латеранскую базилику. Последняя являлась резиденцией кардинала Камилло Руини, который в момент покушения там отсутствовал. В те дни Манчино заявил, что опасается прихода Италии к авторитаризму вследствие кризиса системы.
28 октября 1993 года бывший административный директор итальянской секретной службы SISDE Маурицио Брокколетти, находившийся под арестом в военной тюрьме Forte Boccea вместе с четырьмя другими сотрудниками спецслужбы по подозрению в растрате 14 млрд итальянских лир со счетов организации, дал показания, что после предъявления обвинения он сделал предложение закрыть дело в обмен на возмещение ущерба государству, и в числе гарантов этой сделки был министр внутренних дел Никола Манчино.
В январе 1994 года стал одним из учредителей Итальянской народной партии.
19 апреля 1994 года ушёл в отставку с должности министра внутренних дел.
С 9 мая 1996 по 29 мая 2001 года являлся председателем Сената 13-го созыва.
24 июля 2006 года досрочно сдал мандат сенатора, поскольку в совместном заседании палат итальянского парламента избран в Высший совет магистратуры, где в свою очередь был избран заместителем председателя и находился в этой должности с 1 августа 2006 по 1 августа 2010 года. В течение своего мандата участвовал в дискуссиях между судьями и представителями парламентского большинства, отстаивая позиции независимости судебной системы.

## Юридическое преследование
24 июля 2012 года прокуратура Палермо включила Манчино в число подозреваемых по делу о переговорах между рядом должностных лиц государства и мафией, возбуждённое прокуратурой Флоренции в 1998 году на основании показаний мафиози Джованни Бруска, Сальваторе Канчеми и Вито Чанчимино.
Сын Вито Чанчимино, Массимо, утверждал, что его отец вёл переговоры со Специальным оперативным отрядом карабинеров (ROS) с целью добиться прекращения терактов. Политическое «прикрытие» переговоров осуществляли, якобы, министры внутренних дел Вирджинио Роньони и Никола Манчино, о чём было известно убитому судье Борселлино. Сам Манчино отрицает, что он когда-либо обладал информацией о таких переговорах, а также факт его встречи с Борселлино в МВД 1 июля 1992 года, на третий день после назначения, показания о которой дала сестра судьи Борселлино — Рита.

## Личная жизнь
Женат на Джованне Ди Клементе (итал. Giovanna Di Clemente), у супругов есть сын. Никола Манчино болеет за футбольный клуб Торино.